# 1910 en Ontario
Chronologie de l'Ontario
- 1906
- 1907
- 1908
- 1909
- 1910
- 1911
- 1912
- 1913
- 1914

Cette page concerne des événements d'actualité qui se sont produits durant l'année 1910 dans la province canadienne de l'Ontario.

## Politique
- Premier ministre : James Whitney (Parti conservateur)
- Chef de l'Opposition: Alexander Grant MacKay (en) (Parti libéral)
- Lieutenant-gouverneur: John Morison Gibson (en)
- Législature: 12e (en)

## Événements
- L'Université de Toronto remporte la Coupe Grey contre les Tigers de Hamilton.

### Janvier
- 21 janvier : L'accident ferroviaire de Webbwood (en) tue plus de 40 personnes près de Sudbury en Ontario.

## Naissances
- 23 février : Léo Landreville (en), 24e maire (en) de Sudbury († 1996).
- 27 février : Robert Bryce (en), fonctionnaire d'état († 30 juillet 1997).
- 17 juin : George Hees, député fédéral de Broadview (1950-1963), Prince Edward—Hastings (1968-1979) et Northumberland (1965-1968, 1979-1988) († 11 juin 1996).
- 21 septembre : Anne Wilkinson (en), poète († 10 mai 1961).
- 8 octobre : Ray Lewis, athlète († 15 novembre 2003).
- 21 octobre : Pauline Mills McGibbon, 22e lieutenant-gouverneur de l'Ontario et première femme à s'occuper de cette fonction († 14 décembre 2001).
- 14 novembre : Michael Starr, député fédéral de l'Ontario (1952-1968) († 16 mars 2000).

## Décès
- 26 février : Adelaide Hoodless (en), réformatrice de l'éducation qui a fondé la British Women's Institute (° 27 février 1857).
- 7 juin : Goldwin Smith, historien et journaliste (° 13 août 1823).